# StarCraft: Brood War
StarCraft: Brood War je datadisk pro cenami ověnčenou real-time strategickou video hru StarCraft. Byl vydán v roce 1998 pro Windows a Mac OS, vyvinut byl ve spolupráci Saffire a Blizzard Entertainment. Datadisk přinesl nové kampaně, muziku, další jednotky pro každou rasu a vylepšení. Kampaně navazují na příběh z původního StarCraftu. Sequel StarCraft II: Wings of Liberty pokračuje příběhem tam, kde StarCraft Brood War končí.
Brood War byl kritiky dobře přijat. Recenzenti chválili to, že hra byla vyrobena spíše jako kompletní hra než pouze bonus. K datu 31. března 2007 se StarCraftu a datadisku Brood War prodalo skoro deset milionů kopií celkově. Hra je obzvlášť populární v Jižní Koreji, kde se profesionální hráči a týmy účastní her, jsou sponzorováni a soutěží v televizních utkáních.

## Příběh ve hře
Stejně jako v původní hře StarCraft, i zde má hráč možnost hrát tři kampaně za každou z následujících tří velkých vesmírných civilizací: záhadných Protossů, Terranů původem ze Země, a odporných Zergů. Příběh začíná pár hodin po skončení příběhu původní hry a přímo na něj navazuje.

### Kampaň za Protossy
I když Tassadar v odvážném sebevražedném útoku zabil Zergské Nadvědomí (díky tomu začali Protossové vedle pozdravu En Taro Adun využívat i pozdrav En Taro Tassadar), nedokázal tímto činem zabránit dalšímu plenění protosského domovského světa Aiur Zergy, kteří prováděli bez vedení nahodilé, za to však devastující útoky. Soudce Aldaris sice protestoval, ale nakonec přistoupil na Zeratulův návrh ke stažení zbývajících protosských sil na Shakuras, svět, který si temní templáři po svém vyhnání před tisíci lety zvolili jako nový domov, Evakuaci provedli přes warpovou hvězdnou bránu, který však brzy začali napadat zdivočelí Zergové. Fénix s Jezdci Jima Raynora se dobrovolně nabídli, že místo warpové brány ochrání, dokud nebude evakuace hotová.
Uprchlíci se na Shakurasu pustili do budování sídla, jež pojmenovali Nový Antioch, a domnívali se, že Fénix i Raynor zemřeli, neboť nedorazili. Ve skutečnosti zůstali na Aiuru, aby průchod mezi oběma světy odtamtud uzavřeli. S hrůzou však zjistili, že Shakuras byl již také zamořený Zergy. Khalajci spolu s temnými templáři a jejich vlastními technologiemi zlikvidovali dva cerebraty, kteří zřejmě Zergům na Shakurasu veleli, když tu se objevila zergyně Sarah Kerriganová. Protossové ji chtěli ihned zabít, ale ta jim řekla, že tito cerebrati byli její nepřátelé, a že už není běsnící nestvůrou, jakou byla, když ještě žilo Nadvědomí, ale je nyní zcela osvobozená od jeho vlivu. Nabídla tedy Protossům informace, které je budou zajímat. V nexu temných templářů, kde se uprchlíci z Aiuru setkali s matriarchou temných templářů Raszagal (jedinou, kdo si ještě pamatoval vyhnání z Aiuru před tisíci lety a Aduna). Kerriganová tedy promluvila: na Charu roste nové Nadvědomí. K jeho růstu se spojili cerebrat Daggoth s dalšími, jakými byli tyto dva na Shakurasu, ale je dosud nezralé, tedy nemá roj vůbec pod kontrolou. Aldaris prohlásil, že lže a je zkažena do morku, ale Raszagal ho umlčela. Kerriganová dále vysvětlila, že ho musí zničit, než doroste a převezmě kontrolu nad všemi Zergy, i jí. Na oplátku jim nabídla pomoc při hledání dvou krystalů Khalis a Uraj k aktivaci xel'nažského chrámu, jenž by vyhladil všechny Zergy na povrchu Shakurasu.
Během mise na Braxis získali první krystal (který tam Protossové kdysi nechali, když začal Aeon of Strife), ale při cestě k nalezení druhého krystalu narazili na blokádu dosud neznámých Terranů, kteří se nazývali Představenstvo spojené Země (UED – United Earth Directorate). Po překonání blokády se dostali na Char, kde spolu s Kerriganovou získali druhý krystal a prohlédli si nedospělé nové Nadvědomí.
Po návratu na Shakuras je čekalo nemilé překvapení. Aiurští uprchlíci, vedení soudcem Aldarisem nesouhlasili se spoluprací s Kerriganovou, a vyhlásili válku temným templářům a Artanisovým Khalajcům, když Raszagal označila Aldarise za zrádce a nařídila jeho zabití. Po intenzivním boji se Artanis i se Zeratulem, které znepokojil matriarchy rozkaz, probojovali až k Aldarisovi, a snažili se s ním vyjednávat. Jenže Aldaris odmítal jakékoliv diskuze a než stihl vysvětlit motiv své vzpoury, dorazila na scénu Kerriganová a zabila ho sama.
Protossům se vysmála, že je jen využila, a ze Shakurasu odešla s tím, že jsou nyní obklíčeni Daggothovými Zergy, které musí tak jako tak zničit pomocí dvou krystalů z xel'nažského chrámu, čímž ji velice usnadní splnění jejích "vlastních plánů". Tak tedy Artanis se Zeratulem v chrámu spojili krystaly Khaly i temnoty a obrovskou novou modré energie Shakuras kompletně očistili od Zergů, ovšem s pocitem, že konali jako hlupáci.

### Kampaň za Terrany
Do sektoru Koprulu nedávno dorazila expediční armáda ze Země pod velením admirála DuGalla na rozkaz UED (Představenstvo spojené Země). Ačkoliv se kolonisté, uvízlí v Koprulu sektoru rozvíjeli nezávisle na Zemi, byli sledováni a jakmile se objevili Zergové a Protossové, rozhodlo se UED, že hrozbu obou mimozemských ras zlikviduje, stejně jako Dominium a diktátora Arcturuse Mengska.
Armáda UED se po neúspěšné blokaci Protossů na Braxisu setkala na předměstí metropole Boralis s poručíkem někdejší Konfederace, Samirem Duranem, jenž vedl protidominijské povstání a UED slíbil spolupráci. Duran po bitvě o Boralis varoval DuGalla o odpovědi Dominia, proto dalším cílem UED byla na jeho návrh loděnice Dylar, kde se montovaly obří bitevníky pro Dominium. Mnoho jich dokázala UED ovládnout, ale pak následovala velká bitva bitevníků s armádou Dominia, vedenou generálem Edmundem Dukem.
Ačkoliv DuGalle Duranovi nevěřil, protože ho považoval za zrádnou krysu, přesto přistoupil na misi na Zergy zpustošený Tarsonis, někdejší metropoli Konfederace. V troskách hlavního města se nacházela ještě funkční rušička psionických vln. DuGalle měl na základě konfederačních poznatků o Zergách (dosti chabých) rozkaz Zergy zotročit a Duran vysvětlil, že tato rušička misi ohrozí, proto ji musí zničit. Po dlouhé bitvě se Zergy UED rušičku nakonec zajistilo a DuGalle nařídil její demolici.
Dalším krokem bylo napadení hlavního světa Dominia: Korhal. Tento svět se již dokázal vzpamatovat z konfederačního jaderného útoku a na povrchu uprostřed pouští rostla nová velkoměsta, jež chránila početná letka bitevníků a jaderný arzenál. Vyřadit oboje najednou bylo momentálně nad časové možnosti UED, proto se rozhodli vyřadit z provozu jen jedno z toho, aby pak vedli hlavní útok na metropoli Dominia, město Augustgrad. Císař Arcturus Mengsk se pokusil z města uprchnout na vlajkové lodi Norad III, ale byl dostižen letkou UED. Než mohl být Mengsk zatčen, objevil se na scéně Jim Raynor a Protossové, kteří se z Korhalu i s Mengskem, jemuž dle tvrzení Raynora "zachraňují zadek" odwarpovali pryč.
UED Mengska, Protossy a Raynora vystopovalo na zdevastovaném Aiuru, kde jim chtělo zabránit v úniku přes warpovou hvězdnou bránu. Když byla jejich snaha téměř úspěšná, začali zničehonic útočit na pozice UED Zergové, o něž se měl dle dohody postarat Samir Duran. Když po něm DuGalle a jeho viceadmirál Alexej Stukov chtěli vysvětlení, vymlouval se na rušení signálu. Tento zergský chaotický útok umožnil Mengskovi, Raynorovi i Protossům uniknout z Aiuru. Stukov se vrátil na Braxis, aby tam znovu postavil z Tarsonisu ukořistěnou rušičku psionických vln. Admirál DuGalle byl tímto vývojem zaskočen a nechápal, proč Stukov nesplnil rozkaz rušičku na Tarsonisu zničit. Nařídil proto Duranovi, aby ho vystopoval, popravil, a rušičku vyhodil do vzduchu.
Samir Duran Stukova uvnitř rušičky našel a zastřelil ho. Než Stukov zemřel, stihl DuGalla informovat o tom, že je Duran zrádce a má zřejmě něco společného se Zergy. Také mu vysvětlil, proč je tato rušička psionických vln důležitá, bez nich Zergy nikdy neporazí. Duran z místa záhadně zmizel a Zergové potichu vnikli dovnitř, když nejspíš Duran aktivoval příkaz k autodestrukci. Zbylá DuGallova jednotka musela příkaz včas vypnout, probíjejíc se přes hordy Zergů. Když byla rušička konečně plně v moci UED, zaměřila se pozornost generála DuGalla na Char a nové Nadvědomí.
Rušička sice na Charu vyřadila velkou část Zergů z možnosti provádět organizovanou obranu, což UED hodně usnadnilo provést na vulkanickém světě výsadek, ale tři Daggothovi cerebrati dokázali okolo nového Nadvědomí vytvořit skálopevnou obranu, každý se svou vlastní předností. Přesto se UED dokázala probojovat až k Nadvědomí a s využitím silných neurostimulátorů ho pozemšťané zotročili. Jakmile se tak stalo, přestali se Zergové bránit. Na scénu se vrátil Samir Duran, aby DuGallovi představil Královnu čepelí Sarah Kerriganovou. Ta předala admirálovi varování, že již shromáždila všechny síly k obraně Koprulu sektoru před invazí pozemšťanů, a že jeho dny jsou sečteny.
Poté zpravodajci stvořili dokument, respektive propagandu o úspěchu DuGallovy mise v Koprulu sektoru s minimálními ztrátami, ovládnutí Dominia, Zergů, čímž zabránili tomu, aby kdy napadli Zemi, a vyhnání Protossů. Dokument také zmínil Stukovovu smrt, ale lhal o příčině jeho úmrtí: místo na Braxisu "zemřel" při invazi na Char a byl pohřben se všemi poctami v rakvi, jež nechali volně putovat po vesmíru.

### Kampaň za Zergy
I přes varování, jaké Kerriganová přednesla DuGallovi, neměla proti nadvládě UED s čím válčit, protože UED s dorostlým Novým Nadvědomím ovládalo i roj. Proto uprchla i se Samirem Duranem na Tarsonis, kde se ji povedlo převzít kontrolu nad jedním cerebratem, čímž získala první klíč k tomu mít k dispozici armádu. Avšak i přesto ji poslouchalo jen minimum Zergů kvůli spuštěné rušičce psionických vln na Braxisu. Kerriganová poté shromáždila "spojence": Mengska, Raynora a Fénixe k boji proti UED. Ačkoliv ji Mengsk nenáviděl, půjčil ji svoje PSI emitéry, pomocí kterých nedávno vyhladil Tarsonis spolu s Konfederací, protože viděl, že je ona jedinou možností, jak UED porazit a obnovit Dominium.
Emitéry využila k tomu, aby ovládla dostatečný počet Zergů, aby zničila rušičku na Braxisu. Zde ji pomohl Raynor zničením špatně hlídaných generátorů energie. Jakmile byla rušička zničena, mohla Kerriganová spolu s cerebratem konečně plně ovládnout jeho rod, část roje. Mengsk, Raynor a Fénix poté diskutovali o možnosti, že když teď má Kerriganová pod kontrolou část roje, mohla by ho jednou obrátit proti nim, ale její záměr porazit UED má smysl a bez ní by byl boj nemožný. Dalším cílem měl být Korhal, kde se utábořily hlavní síly UED, ale k tomu potřebovala dostatek surovin, aby její roj zesílil. Proto tedy nejprve na Kerriganové pokyn napadli koncern Kel-Morian na světě Moria, jenž byl znám svým surovinovým bohatstvím.
Na Korhalu pak se svými spojenci provedla bleskový úder proti hlavním silám UED, které podporovaly některé zotročené zergské rody (broods) z Charu. I přes takto kvalitní zergsko-terranskou obranu dokázala Kerriganová se svými spojenci vyhnat UED z korhalské metropole Augustgradu. Hlavní síly UED se stáhly na Char. Další kroky pak Kerriganová konzultovala už jen se Samirem Duranem a dospěla k závěru, že je potřeba se vypořádat se "spojenci". Nařídila proto překvapivý útok na síly obnovujícího se Dominia a Fénixovy Protossy. Ze začátku byla nadmíru úspěšná, ale generál Edmund Duke s Fénixem zahájili protiofenzivu. Ačkoliv bojovali udatně, oba dva v bitvě padli, spolu s většinou jejich jednotek, což rozčílilo Mengska i Raynora. Po jejich odstranění se Kerrioganová cítila unavená neustálými boji a masakry, jež prováděla, proto se stáhla na Tarsonis odpočinout si, a Mengskovi ponechala Korhal, aby si obnovil své Dominium.
Jenže již po dvou dnech Kerriganovou a Durana přepadla na Tarsonisu mohutná invaze Zergů, zotročených od UED, a ti zničili v bleskurychlém útoku čtyři z pěti zergských úlů, jež Kerriganová ovládala, což ji dostalo do obklíčení. Duran si však všiml, že se nedaleko utábořil vědecký tým UED. Kerriganové došlo, že nové Nadvědomí ještě nedokáže ovládat Zergy až na Tarsonisu, proto je zde nutný tento "vědecký" tým, jenž se stal primárním cílem. Po zabití třiceti věců se zotročené zergské rody obrátily proti jednotkám UED, jež byly přinuceny se stáhnout z Tarsonisu, a připojily se ke Kerriganové, nebo byly zničeny.
Jakmile se vzpamatovali z událostí na Tarsonisu, vzala Kerriganová Durana a svůj roj na Shakuras, "promluvit" si s matriarchou Raszagal. Ta se však nacházela na vyvýšeném hlavním městě Shakurasu Talematros, jež bylo dobře bráněno a posíleno o všechny síly z Aiuru, včetně speciálních pylonů, jež znemožňovaly Zergům letecké operace. Útok musel být veden po zemi. Duran nabídl možnost, jak to provést, protože znal protosské technologie. Umístil pět náloží pod tyto pylony a odpálil je dálkově všechny najednou. Tím připravil celé město o energii a Kerriganová tak získala možnost vniknout do paláce s Razsagal, aby ji mohla unést.
Poté kontaktovala Zeratula, kterého vydírala tím, že měla Raszagal jako rukojmí, aby jeho temní templáři pro ni zabili nové Nadvědomí na Charu. Zeratul byl podezřívavý, nezapomenul Kerriganové její vraždu Aldarise a další zločiny, ale na naléhání Raszagal udělal, co se po něm chtělo, přece jen bylo Nadvědomí také nebezpečné. I přes značnou obranu ze strany UED a zotročených zergských rodů byla mise úspěšná a Zeratul osobně nové Nadvědomí popravil. Zeratul poté požadoval okamžitý návrat své matriarchy, ale ta odmítla odejít.
Šokovaný Zeratul si uvědomil, že Kerriganová musela nějakým způsobem buď Raszagal infikovat, nebo ovládnout její mysl. Ve skutečnosti to Kerriganová provedla ještě dříve, než se Zeratulovi vůbec poprvé ukázala na Shakurasu. Duran o šest hodin později zpravil Kerriganovou o stavu roje: po smrti Nadvědomí jsou všechny rody roje opět pod její mocí a flotila UED opustila Char. Avšak Zeratulovi a jeho templářům se povedlo probojovat se k místu, kde držela Raszagal, a ti ji zavřeli do statické komory, aby ji pak teleportovali na Shakuras. Než to však stihli udělat, dokázala Kerriganová Protossy na místě, odkud připravovali transport, povraždit. Jen Raszagal a Zeratula chtěla živé. Když se po bitvě Zeratul na místě objevil, viděl Raszagal a hlavně její mysl v zuboženém stavu, který už nelze vrátit zpět. Proklel proto Kerriganovou a sám raději svou matriarchu zabil, aby ji uchránil před osudem horším než smrt. Ta, než zemřela, poděkovala Zeratulovi za záchranu před vlivem Kerriganové a požádala ho, aby ochránil její kmen. Když to Kerriganová viděla, tak místo toho, aby Zeratula zabila, ho nechala odejít, aby trpěl s pocitem viny a ztráty cti z toho, že sám musel zabít svou matriarchu. Ostatní temní templáři se vrátili na Shakuras, aby našli Artanise a pověděli mu, co se stalo…
Sám Zeratul odletěl jinam, zmaten z toho, co se stalo. Jeden z jeho templářů vystopoval protosský signál na nedalekém "temném měsíci", kam se tedy vydal s tím, že dle záznamů tam Protossové nikdy nežili ani neměli kolonii, proto si myslel, že se tam nachází Artanis. Zeratul s malou skupinou bojovníků narazili na Terrany, kteří tam dělali na Protossech, zamrzlých ve statickém poli, pokusy. Zeratul povypínal pylony, čímž tyto Protossy usmrtil, ale vyvstávala otázka, jaktože Terrani dokázali postavit protosské pylony. Pokračoval dál v pátrání a narazil na protosské fotonové kanóny, po jejichž vyřazení na něj zaútočil bitevník, který byl na místo přivolán protosskou, zjevně ukradenou technologií. Pak dál našel další statické buňky, z jejichž počítačů vyčetl, že tito Terrani četli protosskou esenci, aby se dověděli co nejvíc o tajemství protosských válečníků. Toto Zeratula hodně naštvalo. V další buňce nalezne buď protosského archona, nebo Zergy nakaženého Terrana. V další buňce nalezl zase statické pole, ale tentokrát v něm nebyl Protoss, ale zergling. V počítači byla opět informace o zpracování genetického materiálu, ale kromě toho něco ještě mnohem horšího. Byl proveden experiment kombinace esence Protossa a genů Zerga, čemuž Zeratul nemohl uvěřit. Pustil se do dalšího pátrání, až narazil na dobře bráněný terranský komplex, kde našel poslední statické pole, v němž nebyl ani Protoss ani Zerg, ale nestvůra, jakou nikdy v životě neviděl. Zeratul v ten moment zbělal hrůzou, když se z počítače dozvěděl, že se jedná o prototyp protosskozergského hybrida. Tu se na místě objevil Samir Duran, jenž své dílo stihl pochválit a prozradil, že on sám je tisíce let starý, a není tudíž "Samir Duran," ani ve skutečnosti nepracoval pro Kerriganovou, ale pro daleko mocnějšího pána, jenž spal celé věky, ale nyní je připraven se díky těmto hybridům "pustit do díla". Zeratul neměl slov, ale varoval Durana před tím, jak bude takový hybrid nebezpečný, když v sobě má to nejlepší z Protossa i Zerga. Odpověděl, že to samozřejmě ví a je jen dílkem k dokončení velkého cyklu, pokud by ho Zeratul chtěl zabít, může, ale ve skutečnosti jsou takové základny s hybridy ve stázi rozesety po celém vesmíru a nikdy je nemůže najít všechny. Osudu, který byl předurčen v době, kdy byl vesmír ještě mladý, stejně neunikne. Již brzy se všichni hybridi probudí k životu… Zeratul tedy hybrida zabil. Duran sice zmizel, ale Zeratul si byl jistý, že i když není schopen ostatním pořádně vysvětlit, co viděl, nevypadá budoucnost vůbec růžově.
Mezitím se Kerriganová usadila na plošině oblétávající Char, kde se musela bránit třem armádám, navíc Samir Duran z pro ní neznámého důvodu zmizel. Čelila vojskům obnoveného Dominia, Protossům pod vedením Artanisem a DuGallovým zbytkům expedičních vojsk UED. Sama měla k dispozici jen málo Zergů, neboť většina roje byla stále dole na Charu a nestihne se vrátit včas. Nicméně se ukázalo, že všechny tři sjednocené armády byly podobně oslabené a nemohly využít svůj plný potenciál. Proto je Kerriganová po těžkém boji z charské plošiny brzy jednoho po druhém smetla.
Generál DuGalle se tedy s torzem svých jednotek vracel s hanbou na Zem. Napsal dopis na rozloučenou své ženě, kde přijal plnou zodpovědnost za smrt Alexeje Stukova i za neúspěch expedice. Poté si nabil pistoli a zastřelil se. Krátce na to dorazily na plošinu okolo Charu ostatní rody Zergského roje a ty pak v čele s Kerriganovou dohnaly ustupující vojska UED a kompletně je do jednoho zničily, aby se direktoriát UED na Zemi nikdy nedozvěděl, co se v Koprulu sektoru ve skutečnosti stalo. Sama Kerriganová se korunovala Královnou čepelí, nechala Protossy v čele s Artanisem i Terrany v čele s Mengskem obnovit své civilizace, ale s tím, že se i oni jednoho dne před ní skloní. Jim Raynor a Zeratul po těchto událostech, jež vešly ve známost jako Válka rodů neboli Brood War stáhli na čas do ústraní. Kerriganová se sice stala nejmocnějším vladařem v Koprulu sektoru, ale i ona tušila, že se něco závažného děje…